# Districtshuis van Merksem

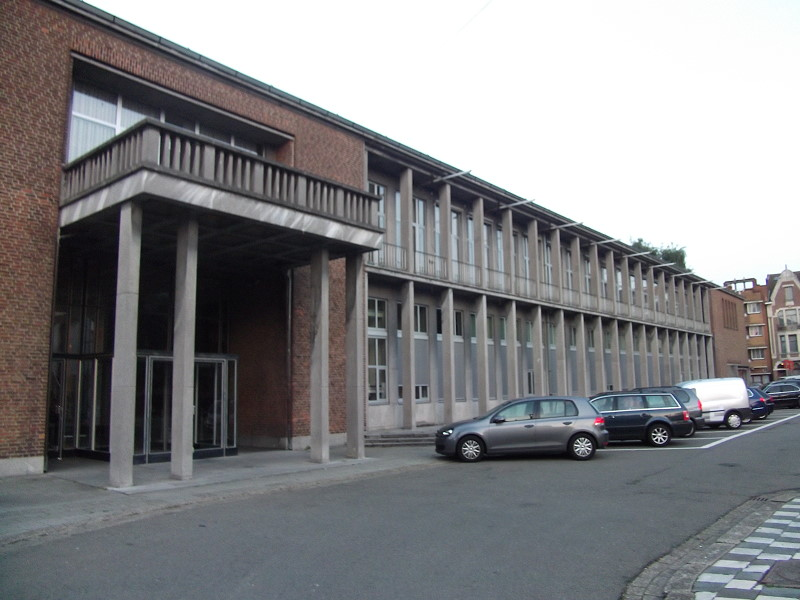
Districtshuis van Merksem

Het Districtshuis van Merksem is een gebouw in het district Merksem in de Belgische stad Antwerpen. Het gebouw staat aan de Burgemeester Jozef Nolfplein 1 ten noordoosten van de Sint-Bartholomeuskerk.

## Geschiedenis
In 1894 werd het oude gemeentehuis officieel ingehuldigd.
In september 1944 werd het oude gemeentehuis onherstelbaar beschadigd door beschietingen. Er werd toen een architectuurwedstrijd georganiseerd om een nieuw gemeentehuis te bouwen.
In 1968 werd het nieuwe gemeentehuis ingehuldigd. Het gebouw was ontworpen door de architecten Victor Gorlé en J. Frissen. De inrichting is van de hand van binnenhuisarchitect Jan Van Puyvelde. 
In 1983 verloor Merksem de status van zelfstandige gemeente en werd het een stadsdistrict van de stad Antwerpen. Daarbij veranderd de status van het gebouw van het gemeentehuis naar districtshuis.
In 2010 werd de raadszaal gebruikt in de film Largo Winch II.
Sinds 2011 is het gebouw als monument beschermd.

## Gebouw
Het gebouw heeft twee vleugels, waarbij de ene vleugel in gebruik als voor de administratie en de ander als politiekantoor, elk met eigen inkom.